# Women on the Verge of a Nervous Breakdown (musical)
Women on the Verge of a Nervous Breakdown és un musical amb música i lletra de David Yazbek i llibret de Jeffrey Lane. Basat en la pel·lícula homònima de Pedro Almodóvar (1988), el musical narra la història d'un grup de dones de Madrid de finals del segle XX les relacions de les quals amb els homes porten a unes tumultuoses 48 hores d'amor, confusió i passió.
La producció original de Broadway es va obrir al Belasco Theatre l'octubre de 2010, però va tenir crítiques mixtes i va tancar el gener de 2011 després de 30 prèvies i 69 funcions. Va ser nominada a 3 premis Tony i 6 premis Drama Desk. Amb una nova direcció i disseny de producció, el musical es va traslladar a Londres i es va obrir al Playhouse Theatre el gener de 2015, on va rebre crítiques positives i 2 nominacions als premis Laurence Olivier. Va tancar el maig d'aquell any.

## Produccions
A l'octubre de 2009 es va celebrar un taller de lectura per a la producció del musical del Lincoln Center Theatre, que va comptar amb Salma Hayek, Jessica Biel, Matthew Morrison i Paulo Szot. Patti LuPone, Tom Hewitt, i Sherie Rene Scott van estar al taller de lectures del musical el març de 2010, amb la direcció de Bartlett Sher.
Women on the Verge of a Nervous Breakdown es va estrenar a Broadway al Belasco Theatre el 4 de novembre de 2010, amb prèvies a partir del 8 d'octubre. El musical estava protagonitzat per Sherie Rene Scott, Patti LuPone, Brian Stokes Mitchell i Laura Benanti, amb la direcció. de Bartlett Sher. Justin Guarini, el subcampió de la primera temporada de American Idol, va debutar a Broadway com a Carlos. La producció era un compromís limitat que estava previst que finalitzés el 23 de gener de 2011, però a causa dels baixos ingressos i la pobre venda d'entrades, es va tancar a principis del 2 de gener de 2011. En el moment de tancar, l'espectacle havia interpretat 30 prèvies i 69 funcions regulars.
La producció de Broadway va comptar amb un disseny escènic de Michael Yeargan, un disseny de vestuari de Catherine Zuber, un disseny d'il·luminació de Brian MacDevitt i un disseny de so de Scott Lehrer. Bartlett Sher la va dirigir; Christopher Gattelli va exercir de coreògraf. Completava la resta de l'equip creatiu el director musical James Abbott i l'orquestrador Simon Hale. Women on the Verge of a Nervous Breakdown va ser nominada a tres premis Tony del 2011, inclòs el premi a la millor banda sonora original.
Una producció al West End, també dirigida per Bartlett Sher i protagonitzada per Tamsin Greig, Jérôme Pradon, Haydn Gwynne, Anna Skellern, i Willemijn Verkaik es va estrenar al Playhouse Theatre el 12 de gener de 2015 per a una estada de 20 setmanes. i posteriorment va ampliar la seva durada fins al 22 d'agost de 2015, però el 23 d'abril de 2015 es va anunciar que la producció tancaria el 23 de maig de 2015. Greig i Gwynne van ser nominades a la millor actriu en un Musical i millor actriu de rol secundari en un musical respectivament als Premis Laurence Olivier de 2015.

## Sinopsi
Acte I
Espanya, 1987. En un contestador automàtic, la veu d'un enamorat de la nit pregunta: «Pepa? Pepa, estàs? Hi ha alguna manera bona de acomiadar-se ...» Una dona es posa desperta i es precipita al telèfon, «Ivan? Ivan?» Ha arribat massa tard, se n'ha anat.
A mesura que es passen els dies, la ciutat i els seus habitants cobren vida, i l'omnipresent i filosòfic Taxista Mambo canta un lloc i un moment d'alegria i passió, un món on es pot reescriure tota una vida en un sol dia ("Madrid"). Pepa, actriu i cantant treballadora, arriba a un estudi de gravació de pel·lícules, on té previst doblar un duet amb Ivan. Tot seguint el seu missatge i esperant obtenir algunes respostes, ella està decebuda en saber que ja ha deixat les seves pistes vocals i se n'ha anat. Mentre ella canta a la seva veu enregistrada, sentim els seus pensaments, la conversa que tindria amb Ivan si només ell estigués allà ("Lie To Me"), i ella es desmaia de l'emoció de la cançó. Criden el metge i Pepa admet que fa algunes setmanes que va patir alguna malaltia matinal. El metge insisteix a fer algunes proves només per estar segur. Pepa protesta. Només és una cosa que li va malament i és una malaltia que sembla afectar totes les dones de la ciutat ("Lovesick"). Pepa es troba a buscar a Ivan al seu apartament i s'assabenta que fa setmanes que no hi ha dormit. Ella deixa una targeta per fer-li saber que hi era, però és una dona misteriosa arrabassada ràpidament. Ajudada pel taxista Mambo, la persegueix pels carrers.
La dona és Lucia Beltran, l'ex-dona d'Ivan, que el demanda per la seva deserció dels seus vint anys abans i el temps que ha passat en una institució mental. De tornada al seu apartament, Lucía recorre un maleter ple de records (cartes, roba i un vell disc ("Time Sinted Still") que la porten a un moment més feliç i ple d'esperança. El seu tímid i apassionat fill Carlos, i la seva desgraciada, frustrada Marisa, es torna a veure al present amb Lucía. Informen a Lucia que demà començaran a buscar apartaments en previsió del seu proper casament. Furiosa d'haver estat abandonada una vegada més, Lucia llença les maletes de Carlos a la nit. Quan Carlos i Marisa recullen les seves coses del carrer que hi ha a sota, qüestionen la seva relació i el seu futur junts ("My Crazy Heart"). El matí següent, Pepa torna a casa trobant-se el contestador plena de missatges de la seva millor amiga, la model de moda i l'etern romàntica Candela, que finalment ha trobat l'home perfecte, tret d'un petit engany: és un terrorista internacional ("Model Behavior"). Pepa deambula el seu pis i recorda la vida que va compartir allà amb Ivan ("Island"). Mentrestant, de nou al seu antic estudi, Ivan fa les maletes per sortir de la ciutat quan rep la visita de Carlos. Trencat entre la seva mare i la seva núvia, el jove rep una lliçó del seu pare amb veu daurada sobre com comunicar-se amb les dones ("The Microphone").
Pepa està a punt d'arribar al final de la corda. Prepara un pot de gaspatxo amb sedants en previsió del retorn d'Ivan. L'arribada de Candela la veu interrompuda, buscant refugi tant dels terroristes com de la policia, i de Carlos i Marisa, que a través d'una sèrie de mix-ups han trobat l'adreça de Pepa a la seva llista d'apartaments en lloguer. A mesura que es comencen a confluir les seves vides i històries diferents, les dones comencen a separar-se. Pepa s'assabenta que Ivan marxa de la ciutat amb una altra dona. Marisa s'adona del seu futur amb Carlos és a punt de desaprofitar. Candela, atrapada, aterroritzada (i, incapaç de cridar l'atenció de Pepa d'una altra manera), salta de la terrassa del àtic. De la mateixa manera que sembla que les coses no es poden complicar, el metge anuncia els resultats de les proves de Pepa: està embarassada ("On The Verge").
Acte II
En algun moment durant l'intermedi, Candela ha canviat d'opinió; no hi pot continuar. Pepa i Carlos la tornen a portar per seguretat. Sacsejada i molesta, Candela els parla de la seva turmentada infatuació amb el salvatge i romàntic Malik. (Tan aviat com va veure el cinturó d'explosius, "sabia que hi havia alguna cosa".) Ara la policia el busca i té por que sigui arrestada per haver allotjat el fugitiu. Carlos suggereix que parlin amb l'advocada de la seva mare, Paulina Morales. Notant l'atracció de Carlos per la bonica i fràgil Candela, Marisa es retira a la cuina, on sense saber-ho beu el gaspatxo sedant i passa, mentre Pepa es dirigeix per obtenir l'ajut del procurador. Fora del seu edifici, Pepa té un moment sol, ja que considera la notícia del seu embaràs a través de records de la seva pròpia mare ("Mother's Day"). A ella se li uneix la seva piadosa portera, que intueix els problemes de Pepa i intenta tranquil·litzar-li que les coses tenen una forma de treballar: «De vegades, penses que estàs resant per una cosa, però Déu sap millor». Mentre es dirigeix cap al despatx d'advocats, Pepa desconeix que la dona amb la qual està involucrat Ivan amb la mateixa dona que estarà a punt de conèixer, Paulina. amor etern ("Yesterday, Tomorrow, And Today"). Pepa arriba a veure a Paulina i es confon amb l'acollida hostil de l'advocat i la seva negativa a ajudar a Candela.
Descobreixen una nota que explica els plans de Malik per a un atac al jutjat principal i truquen anònimament a la policia perquè els avisi, ja que tots els personatges intenten resoldre el desastre de les seves vides entrellaçades ("Tangled"). Al jutjat, s'escolta Lucía presentant la seva petició contra Ivan als magistrats. Ella demana que s'hagi d'escoltar la seva història ("Invisible"). A mesura que es va desvelar més, el seu cas és rebutjat i s'adona que li queda una única solució: ha de trobar una manera de fer desaparèixer Ivan per a bé. Pepa torna a casa i informa a Candela que el seu únic recurs segur és sortir de la ciutat una temporada. A més, aquí no hi ha res més "Island" (reprise)). De la mateixa manera que ella i Candela estan a punt d'anar, la policia arriba, després d'haver localitzat la trucada anònima de telèfon al número de Pepa. Lucia també arriba a la recerca d'Ivan i exigint saber on es troba. Pepa reuneix les peces i s'adona que es troba al jutjat, a punt de fugir amb Paulina. Intenta anar darrere d'ells, però els dos oficials la detenen. Pepa ho acepta i ofereix, amb gràcia, un got de gaspatxo sedant. Passen i abans que Pepa pugui detenir-la, Lucia agafa les armes dels agents de la policia i es dirigeix al jutjat per matar a Ivan. Una persecució continua, amb Pepa arribant just a temps per avisar Ivan i salvar-lo del tir de Lucia. (La bala fereix providencialment a Malik, convertint Lucía en una heroïna nacional.) 
Ivan dona les gràcies a Pepa i s'adona del que realment es preocupa per ella. Tot el que vol és que tornin a casa i pretenen que aquest dia mai no hagi passat ("Lie To Me" (reprise)). Pepa vol això, però recorda les paraules de la portera. Ella fa un petó d'adéu a Ivan i surt. Pepa torna a casa i és rebuda per la seva portera, que li diu a Pepa que ha estat pregant per ella tot el dia. Pepa somriu; creu que pot haver funcionat. Es dirigeix a la planta superior per començar la seva nova vida, mentre les dones es reuneixen i miren amb alegria cap al futur ("Shoes From Heaven").

## Números musicals
| Acte I - Overture - "Madrid" – Taxista i Conjunt - "Lie to Me" – Pepa i Ivan - "Lovesick" – Pepa i Conjunt - "Time Stood Still" – Lucia - "My Crazy Heart" – Taxista, Carlos, Marisa i Conjunt - "Model Behavior" – Candela - "Island" – Pepa - "The Microphone" – Ivan i Carlos - "On the Verge" – Lucia, Pepa, Candela, Marisa i the Women | Acte II - "Mother's Day" – Pepa - "Yesterday, Tomorrow, and Today" – Ivan - "Tangled" – Taxi Driver, Carlos, Candela, Ivan, Pepa, Paulina, Ana i Ambite - "Invisible" – Lucia - "Island" (Reprise) – Pepa, Candela i Carlos - "Marisa / The Chase" – Marisa i Conjunt - "Lie to Me" (Reprise) – Ivan - "Shoes from Heaven" – Portera de Pepa, Pepa i Dones |

## Repartiments
| Personatge | Repartiment original de Broadway (2010) | Repartiment original del West End (2014) |
| ---------- | --------------------------------------- | ---------------------------------------- |
| Pepa       | Sherie Rene Scott                       | Tamsin Greig                             |
| Ivan       | Brian Stokes Mitchell                   | Jérôme Pradon                            |
| Lucia      | Patti LuPone                            | Haydn Gwynne                             |
| Paulina    | De'Adre Aziza                           | Willemijn Verkaik                        |
| Marisa     | Nikka Graff Lanzarone                   | Seline Hizli                             |
| Portera    | Mary Beth Peil                          | Sarah Moyle                              |
| Taxista    | Danny Burstein                          | Ricardo Afonso                           |
| Carlos     | Justin Guarini                          | Haydn Oakley                             |
| Candela    | Laura Benanti                           | Anna Skellern                            |

## Enregistraments
Una gravació del repartiment original de Broadway va ser publicada per Ghostlight Records el 10 de maig de 2011. Abans d'això, la gravació es va publicar a liTunes Store el 18 d'abril de 2011.
La gravació inclou dues cançons que no van ser presentades a la producció de Broadway de l'espectacle: "Shoes From Heaven" (que era el final a les prèvies) i la versió original de cor de "My Crazy Heart" (que va obrir el programa durant les previsualitzacions). No es van gravar "Marisa / The Chase" i la reedició de "Lie to Me" per a l'àlbum.

## Resposta
L'espectacle va desconcertar a les crítiques. Ben Brantley al TThe New York Times va citar que «escrit amb el talent i la creativitat, i un repartiment i una tripulació que brillaven amb els premis Tony, "Women on the Verge of a Nervous Breakdown" però, és una trista víctima de la seva pròpia vida errant... Continua canviant les adreces de la manera en què una adolescent canvia de roba abans d'una primera cita. Aviat, aquesta producció del Lincoln Center Theatre comença a desenvolupar un personatge o aterrar una broma o vendre una cançó del que commuta l'engranatge i la cursa a una altra persona. o un punt o número de parcel·la que, al seu torn, es deixa incompleta.»

## Premis i nominacions

### Producció de Broadway
| Any  | Premi                      | Categoria                                         | Nominat                              | Resultat   |
| ---- | -------------------------- | ------------------------------------------------- | ------------------------------------ | ---------- |
| 2011 | Premi Tony                 | Millor banda sonora                               | David Yazbek                         | nominat    |
| 2011 | Premi Tony                 | Millor actriu protagonista de musical             | Laura Benanti                        | nominada   |
| 2011 | Premi Tony                 | Millor actriu protagonista de musical             | Patti LuPone                         | nominada   |
| 2011 | Premi Drama Desk           | Actriu de musical més destacada                   | Sherie Rene Scott                    | nominada   |
| 2011 | Premi Drama Desk           | Actor de musical més destacat                     | Brian Stokes Mitchell                | nominat    |
| 2011 | Premi Drama Desk           | Actriu de repartiment més destacada en un musical | Laura Benanti                        | GUANYADORA |
| 2011 | Premi Drama Desk           | Actriu de repartiment més destacada en un musical | Patti LuPone                         | nominada   |
| 2011 | Premi Drama Desk           | Orquestracions més destacades                     | David Yazbek                         | nominat    |
| 2011 | Premi Drama Desk           | Música més destacada                              | David Yazbek                         | nominat    |
| 2011 | Premi Outer Critics Circle | Musical de Broadway nou més destacat              | Musical de Broadway nou més destacat | nominat    |
| 2011 | Premi Outer Critics Circle | Actiu més destacada en un musical                 | Laura Benanti                        | GUANYADORA |
| 2011 | Premi Outer Critics Circle | Actiu més destacada en un musical                 | Patti LuPone                         | nominada   |
| 2011 | Premi Outer Critics Circle | Banda Sonora més destacada                        | David Yazbek                         | nominat    |

### Producció del West End
| Any  | Premi         | Categoria                                           | Nominat      | Resultat |
| ---- | ------------- | --------------------------------------------------- | ------------ | -------- |
| 2015 | Premi Olivier | Millor Actriu de Musical                            | Tamsin Greig | nominada |
| 2015 | Premi Olivier | Millor Actriu en un Paper de Repartiment de Musical | Haydn Gwynne | nominada |

## Enllaços externks
- Women on the Verge of a Nervous Breakdown at the Music Theatre International website
- Lincoln Center listing